# MAT Craiova
MAT (Mașini Agricole și Tractoare) Craiova este o companie producătoare de utilaje agricole și industriale din România.
Istoria MAT Craiova a început în anul 1878, într-un atelier de fabricat și reparat mașini agricole, sucursală a firmei Clayton-Shussliworth din Anglia.
Acțiunile MAT Craiova se tranzacționează pe piața Rasdaq, cu simbolul MTCR, din 25 noiembrie 1996.
Număr de angajați în 2009: 350
Cifra de afaceri:
- 2004: 7,5 milioane euro[1]
- 2003: 3,5 milioane euro[1]